# Cameron Crovetti
Cameron Crovetti (* 12. März 2008 in Los Angeles, Kalifornien) ist ein US-amerikanischer Schauspieler. Internationale Bekanntheit erlangte er durch die Hauptrolle des Ryan Butcher in der Fernsehserie The Boys, für dessen Verkörperung er 2025 für einen Saturn Award nominiert wurde.

## Leben und Karriere
Cameron Crovetti wurde 2008 in Los Angeles als Sohn der ehemaligen Broadway-Darstellerin Denise Crovetti und des Filmproduzenten Bradley Cramp geboren. Er hat einen Zwillingsbruder namens Nicholas und eine ältere Schwester namens Isabella, die beide ebenfalls in der Filmbranche tätig sind. In seiner Kindheit war Crovetti zunächst als Leistungsturner aktiv, ehe er sich gemeinsam mit seinem Bruder für die Schauspielerei entschied, nachdem beide ihre ältere Schwester am Set der Fernsehserie The Neighbors besucht hatten. Ihre Mutter Denise, die auch als Managerin der beiden fungiert, wartete allerdings einige Jahre, bis sie ihre Söhne im Herbst 2015 als reif genug einschätzte, um an Vorsprechen teilnehmen zu können.
Nach einem ersten Gastauftritt in der Fernsehserie Black-ish erhielten Cameron und sein Bruder Nicholas 2017 Nebenrollen in der Erfolgsserie Big Little Lies, wo sie die Söhne der von Nicole Kidman und Alexander Skarsgård gespielten Hauptfiguren verkörperten. Im Anschluss standen die Zwillinge auch bei den Filmen Anywhere with You (2018), Witch Hunt – Hexenjagd (2021), Goodnight Mommy (2022), Boy Kills World und Oracle (beide 2023) gemeinsam vor der Kamera. Eine erste eigenständige Rolle übernahm Cameron Crovetti im Jahr 2020 im True-Crime-Format Dirty John, ehe er im selben Jahr als Sohn des Superhelden Homelander in der Comicserie The Boys besetzte wurde. Für seine Verkörperung des Ryan Butcher, der ab der vierten Staffel zu einer Hauptrolle ausgebaut wurde, erhielt er im Jahr 2025 eine Nominierung als bester Nachwuchsdarsteller bei den Saturn Awards.
In seiner Freizeit schreibt Crovetti eigene Kurzgeschichten und Drehbücher. Er verfolgt den Wunsch, selbst einmal Regisseur und Filmproduzent zu werden.

## Filmografie (Auswahl)
- 2017: Black-ish (Fernsehserie, Folge 4x07)
- 2017–2019: Big Little Lies (Fernsehserie, 14 Folgen)
- 2018: Anywhere with You
- 2020: Dirty John (Fernsehserie, 6 Folgen)
- seit 2020: The Boys (Fernsehserie)
- 2021: Witch Hunt – Hexenjagd (Witch Hunt)
- 2022: The Gray Man
- 2022: Goodnight Mommy
- 2022–2023: Firebuds – Freunde im Einsatz (Firebuds, Fernsehserie, 6 Folgen, Stimme)
- 2023: Boy Kills World
- 2023: Oracle